# ژان-بپتیست استوف
ژان-بپتیست استوف (فرانسوی: Jean-Baptiste Stouf‎; ۱ ژانویهٔ ۱۷۴۲ – ۱ ژوئیهٔ ۱۸۲۶) مجسمه‌ساز اهل فرانسه بود. وی به خاطر ساخت مجسمه‌های نیم‌تنه و محتوای عاطفی شهرت داشت. وی در سال ۱۷۸۵ به عضویت آکادمی سلطنتی نقاشی و مجسمه‌سازی پاریس درآمد.

## نگارخانه

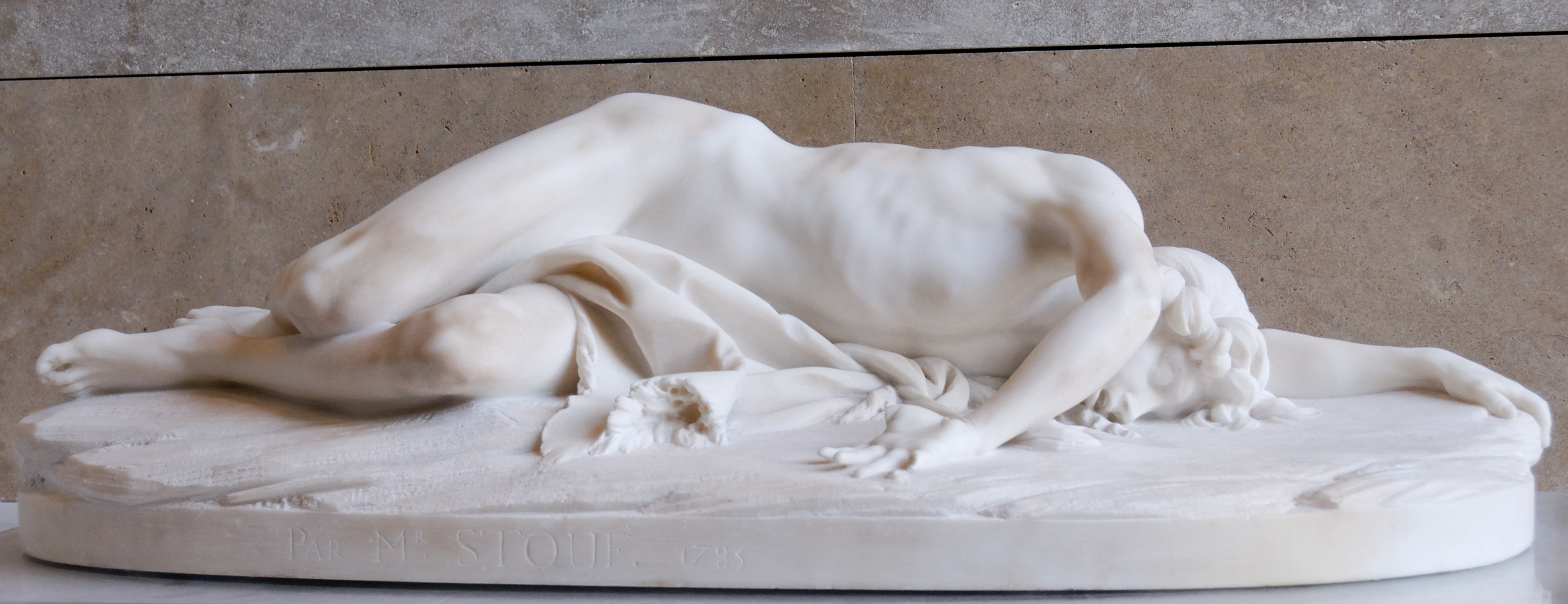
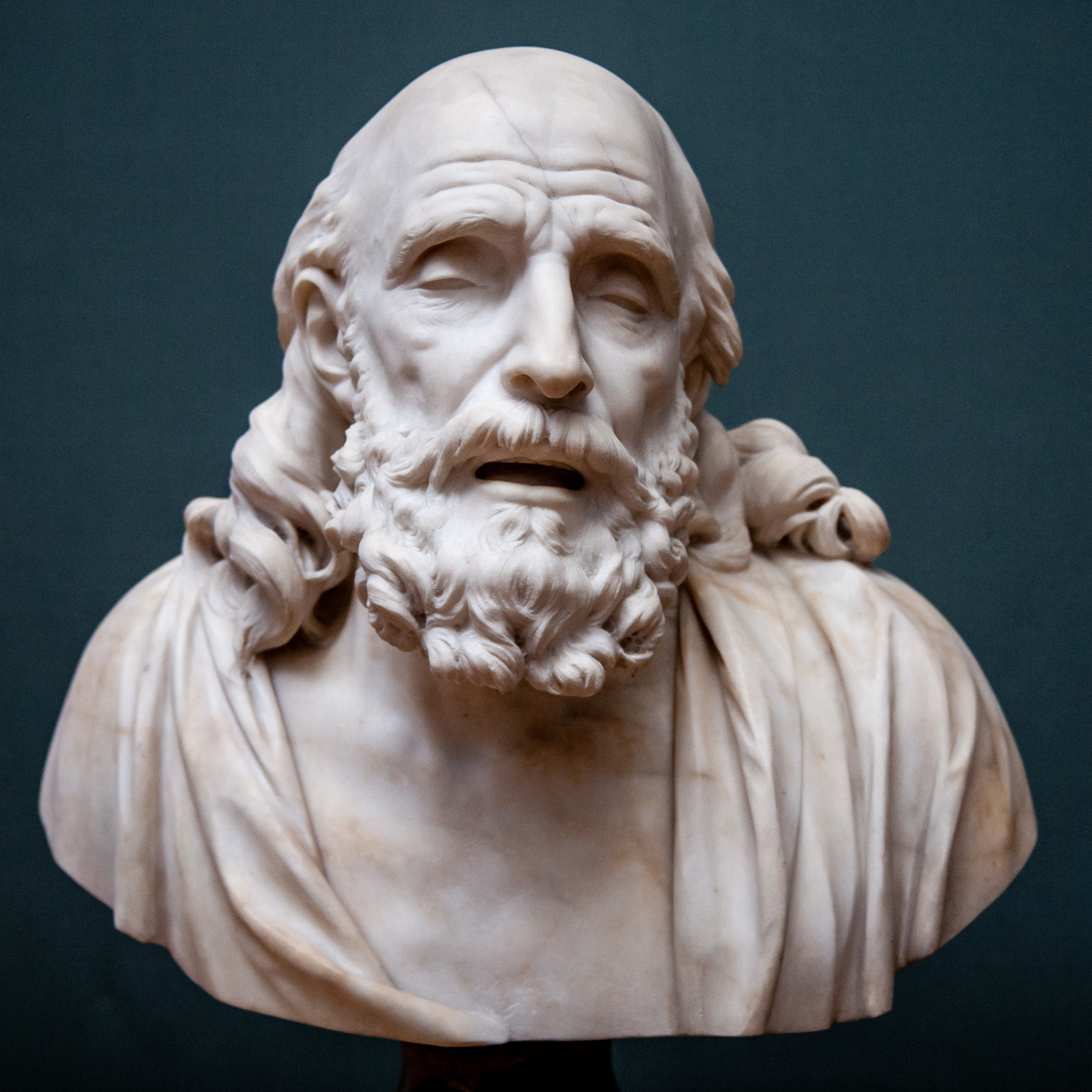
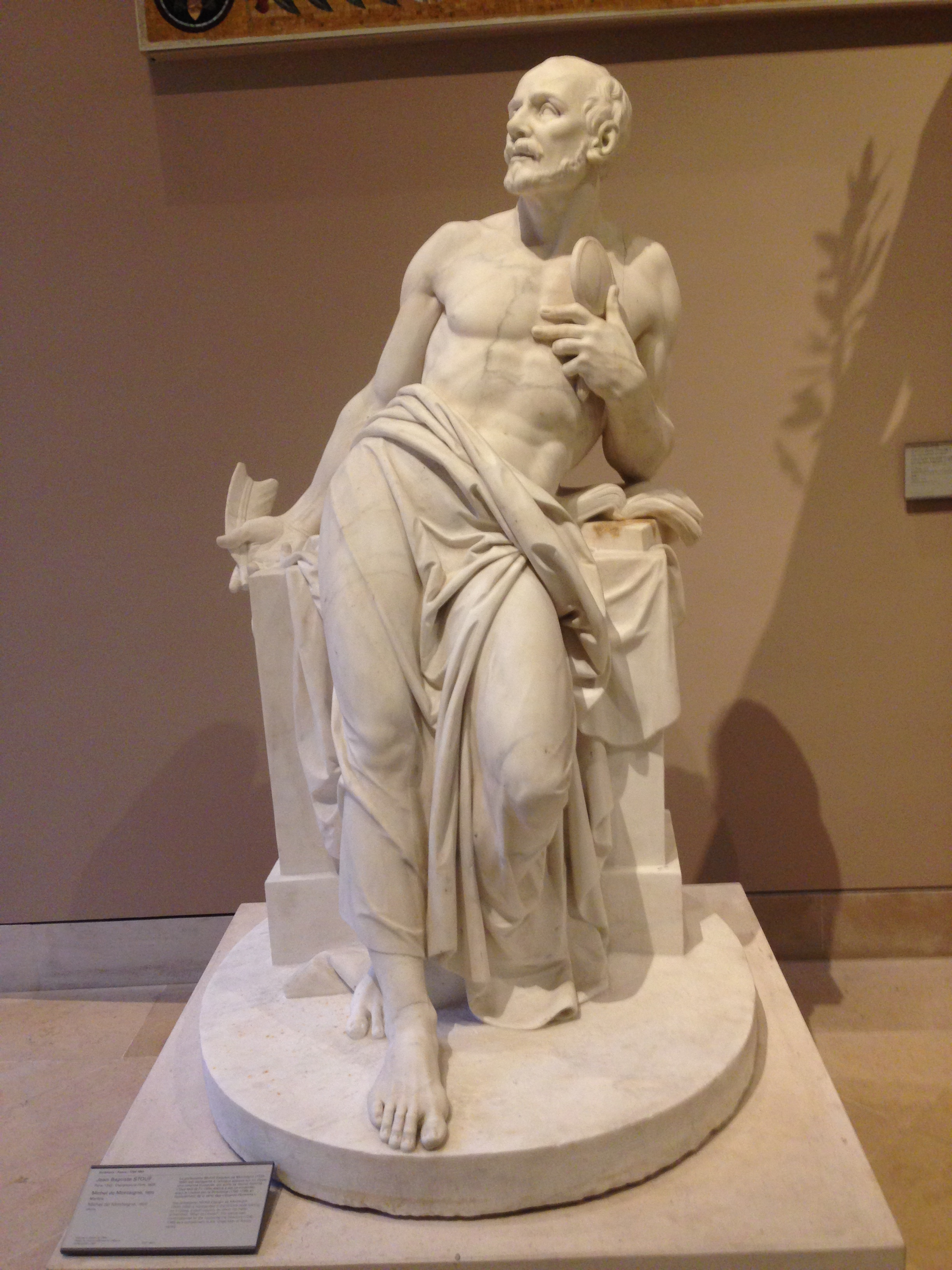
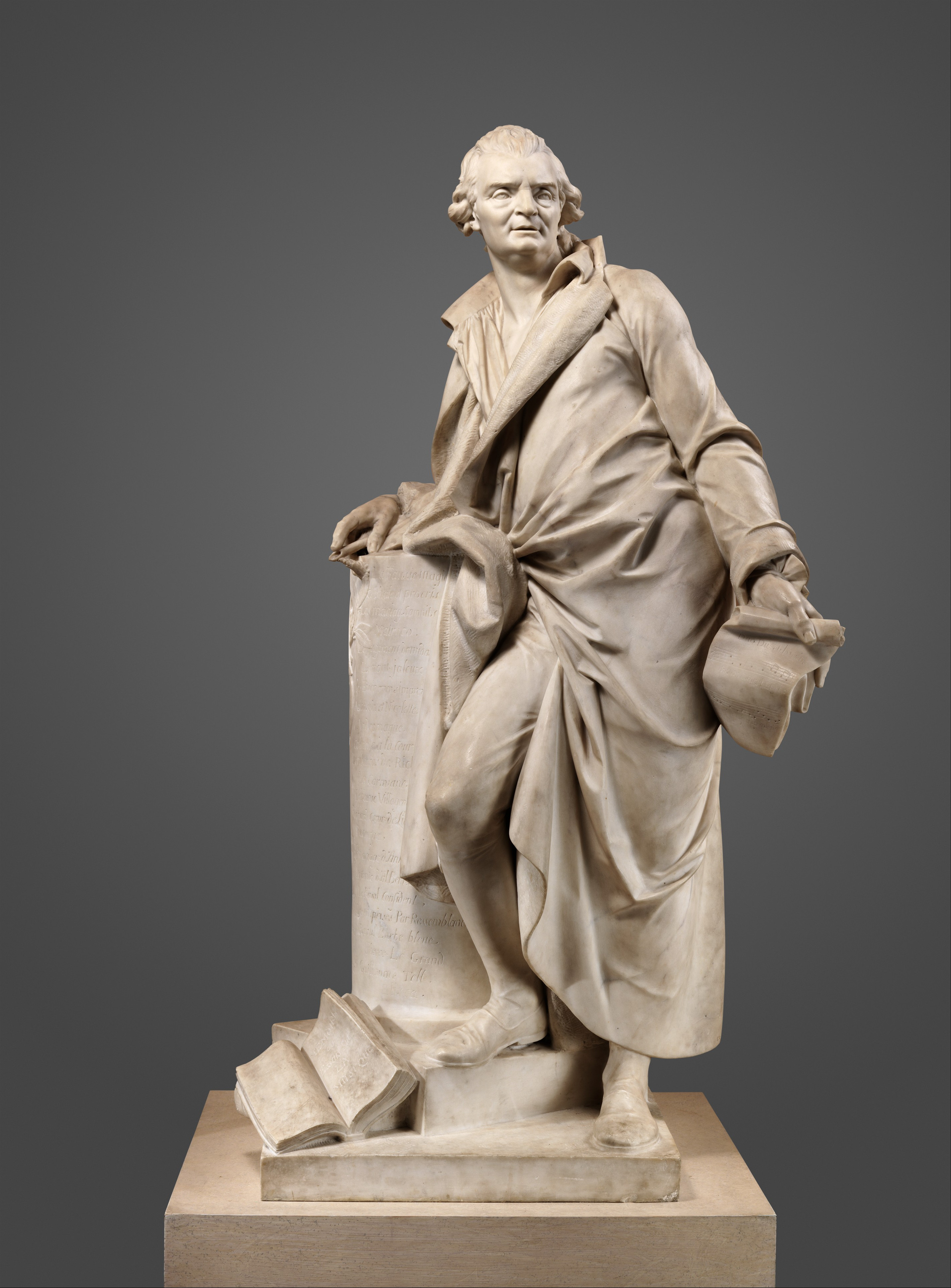
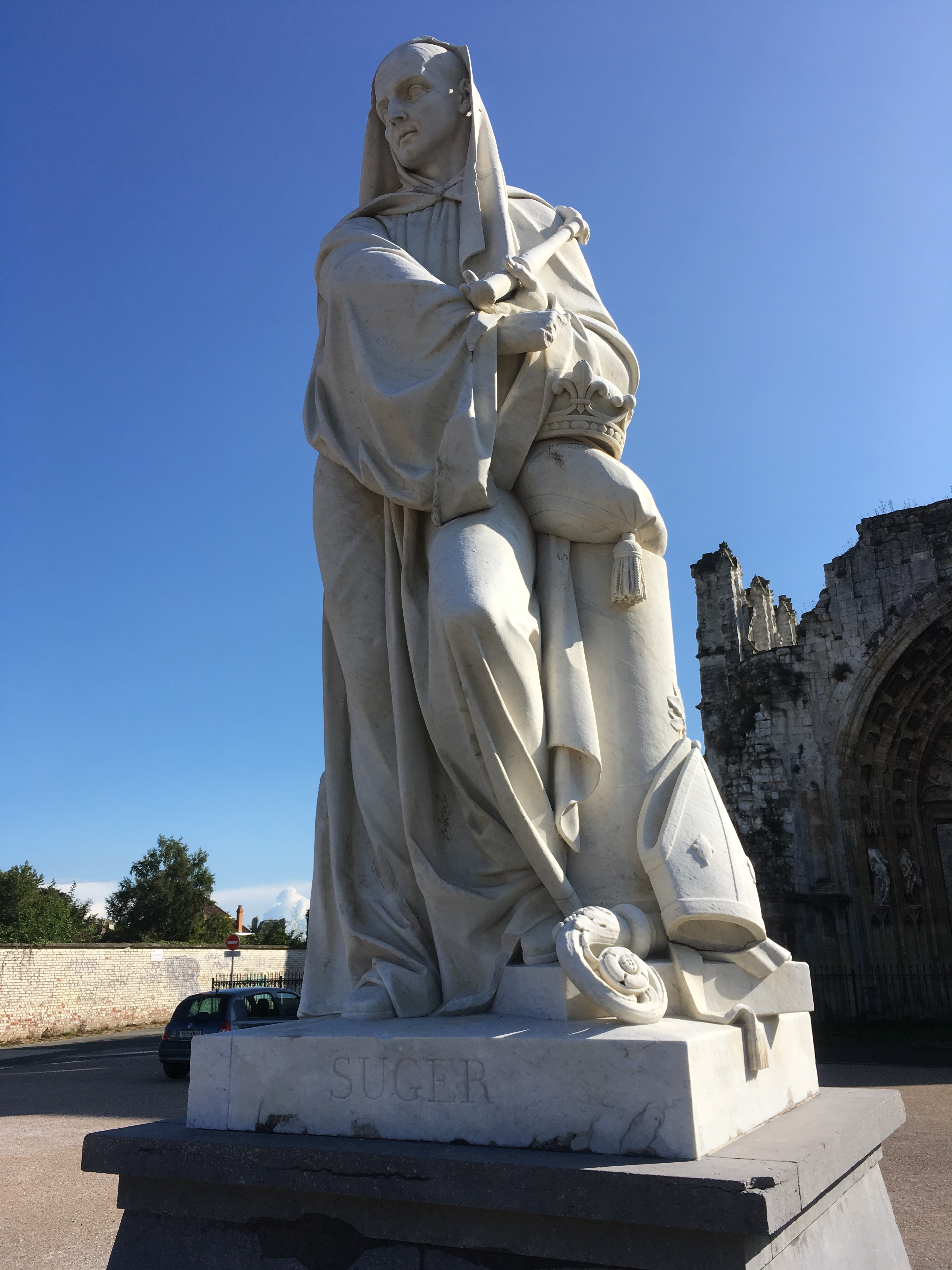